# Thalliumbromidiodid
Thalliumbromidiodid Tl(Br,I), auch bekannt unter der in der Industrie verwendeten Codebezeichnung KRS-5, ist eine anorganisch-chemische Mischkristallverbindung. Man kann es als Mischverbindung aus Thallium(I)-bromid und Thallium(I)-iodid auffassen. Besondere Bedeutung hat diese Verbindung aufgrund ihrer außergewöhnlichen optischen Eigenschaften in der Infrarotspektroskopie.

## Eigenschaften
Industriell verwendetes Thalliumbromidiodid setzt sich typischerweise formal aus 42 % Thallium(I)-bromid und 58 % Thallium(I)-iodid zusammen und besitzt demnach eine mittlere molare Masse von 311,53 g/mol. In der Kristallstruktur nimmt Thallium (Tl+) 100 % der Kationen-Plätze ein, während die Anionen-Positionen statistisch zu 42 % von Bromid (Br−) und zu 58 % Iodid (I−) besetzt sind, es handelt sich also um einen Mischkristall.
Das rote Salz kristallisiert im kubischen Kristallsystem in der Raumgruppe Pm3m (Raumgruppen-Nr. 221) und ist isotyp zur Caesiumchloridstruktur. Die Kristalle sind sehr weich, sie weisen nach Knoop eine Härte von nur 40 K auf (Vergleich: Diamant hat 7000 K). Ähnlich wie Kaliumbromid ist es ein kaltfließendes Material und daher leicht verformbar.
Thalliumbromidiodid weist einen hohen Brechungsindex auf, die je nach Wellenlänge zwischen 2,73 (bei 0,5 µm) und 2,15 (bei 50 µm) liegt. Daraus resultieren relativ geringe Verluste bei der Reflexion (vgl. fresnelsche Gleichungen), so liegt der maximale Transmissionsgrad eines 1 mm dicken KRS-5-Fensters im infraroten Bereich bei etwa 72 % (2 Reflexionen). Vergleicht man dies mit anderen Materialien, wie ZnSe, KBr oder AMTIR, so fällt auf, dass Thalliumbromidiodid eine etwa gleichbleibend hohe Transmissionsgrad über einen großen Wellenlängenbereich (2–50 µm) besitzt. Zum Vergleich, Quarzglas weist zwar einen höheren Transmissionsgrad auf, jedoch nur in kleineren Wellenlängenbereichen (90 % bei 0,3–2 µm; 80 % bei 100–600 µm). Diamant hingegen zeigt einen großen Bereich mit hohem Transmissionsgrad (bis zu 65 %), allerdings ist Diamant wesentlich teurer und schwieriger zu verarbeiten.
In Wasser löst es sich nur zu etwa 0,05 %. Dagegen ist es in einigen polaren, organischen Lösungsmitteln löslich, wie etwa Ethylenglycol oder Dimethylsulfoxid (DMSO). Zudem kann es sich in alkalisch-wässrigem Medium sowie bei Vorhandensein von Komplexbildnern lösen.

## Verwendung
Die gute Durchlässigkeit für infrarotes Licht macht Thalliumbromidiodid zu einem idealen Material zur Herstellung von Fenstern, Linsen und Filtern für optische Geräte, die im Infrarotbereich arbeiten, zum Beispiel Infrarotkameras oder Infrarotspektrometer. Der hohe Brechungsindex ermöglicht eine weitere Anwendung im infrarotspekroskopischen Bereich, die ATR-Spektroskopie, bei der die abgeschwächte Totalreflexion zur Untersuchung von Oberflächeneigenschaften genutzt wird.

## Gefahren
Thalliumbromidiodid ist als Thalliumverbindung als potentiell giftig anzusehen. Allein seine geringe Löslichkeit in Wasser, bedingt durch den Gehalt an Thallium(I)-iodid, macht seine Handhabung im Bereich der Spektroskopie sicherer. Besondere Vorsicht sollte jedoch geboten sein, denn Thalliumbromidiodid löst sich in einigen organischen Lösungsmitteln. Gelöste Thalliumsalze sind außerordentlich giftig.